# Project Eden
| Desenvolvedora: Eidos | Data de lançamento:10 de agosto de 2001 |

Project Eden é um jogo de ação e estratégia (RTS), criado pela Eidos Interactive e Core Design. O jogo foi lançado para PC e para o console de mesa da Sony, o PlayStation 2.

## História
A história do jogo se passa em um período futurista do nosso planeta, onde a superpopulação é um grande problema. Por causa disso, o diâmetro do planeta começa a aumentar. As cidades agora são emaranhados de pessoas. As mais ricas vivem no topo, e as miseráveis e com alto índice de pobreza vivem tão abaixo dos grandes prédios que nem enxergam a luz do sol direito. Nesse triste contraste, é criada a UPA (Urban Protection Agency - Agência de Proteção Urbana), que é encaminhada para investigar um problema que está acontecendo em uma fábrica chamada Real Meat Factory. Mas isso é só o começo de um enredo misterioso e cheio de quebra-cabeças, que serão do encargo do jogador resolvê-los.

## Personagens

### Esquadrão da UPA
Carter - É o líder do esquadrão designado para a Real Meat Factory. Possui muita experiência em campo e nem tão cedo busca uma aposentadoria sossegada. Não tem uma habilidade, mas por ser o líder do grupo precisa pegar itens e entrevistar pessoas. Quando Andre, Minoko ou Amber querem fazer isso, aparece uma placa dizendo "Carter Required" (requer Carter).
Minoko - É uma orfã que foi descoberta em um programa de treinamento da UPA e, por suas habilidades, foi escolhida para o esquadrão de Carter. É a mais nova agente da UPA, com apenas 17 anos. Minoko é fundamental para o grupo por fazer downloads, que abrem portas ou desbloqueiam objetos. Minoko é amigável, e o mistério da Real Meat Factory gira em torno de sua família, pois sua "falecida" irmã Lucy cria criaturas mutantes, ao mesmo tempo que tenta ser impedida por seu pai, o doutor Joseph Molensky.
Andre - É um engenheiro da UPA que fornece apoio reparando aparelhagens elétricas.
Amber - Ela sofreu aos 19 anos um terrível acidente, e passou a servir a UPA como um ciborgue. Graças ao seu novo corpo robótico, ele consegue passar por gás mortal e por fogo, além de atirar misseís.

### Controle
O esquadrão é comandado por um membro aposentado da UPA que tem 50 anos. Esse membro aposentado aparece primeiramente no início do jogo quando ele especifica a missão para o esquadrão da UPA.

### Pessoas comuns
Ao longo do jogo há várias pessoas comuns que não fazem mal. O esquadrão pode interagir e falar com elas. Algumas só podem falar com Carter.

### Vilões
No jogo há vários tipos de vilões. Primeiramente todos encontram dois membros da gangue Death Head, uma organização de criminosos. Os membros da gangue usam uma máscara de caveira, camisas vermelhas e calças pretas. Mas também há cachorros que atacam. No segundo nível encontramos animais mutantes, especialmente cães e ratos. No terceiro nível, há a gangue Death Head e os animais mutantes juntos. A partir do nível oito os inimigos mudam, agora são canibais portando lanças explosivas e humanos que se tornam mutantes após sofrerem radiação genética.